# Облога Орлеана
Облога Орлеану (1428 рік) і його подальше звільнення військами Жанни д'Арк (1429 рік) ознаменували собою переломний етап у Столітній війні. Звільнення Орлеану стало першим серйозним успіхом французьких військ з часів катастрофічної поразки під Азенкуром 1415 року. Безнадійне становище обложеного Орлеану, який мав важливе стратегічне й моральне значення для французького народу, було врятоване раптовою появою на політичній арені 18-річної селянки Жанни д'Арк, яка очолила французькі війська й менш ніж за тиждень зняла облогу. Сучасники вважали, що якби Орлеан здався і французьким королем став Генріх VI, син англійського короля Генріха V, незалежності Франції як держави було б покладено край.

## Передісторія
Конфлікт між англійським і французьким королівськими домами, відомий в історіографії під назвою «Столітня війна», після важкої поразки французьких військ у 1415 році в битві під Азенкуром, стрімко розвивався на користь англійців. Невдовзі після цієї битви англійці окупували більшу частину Північної Франції, а за умовами мирного договору в Труа 1420 року англійський король Генріх V проголошувався регентом французького престолу. Згідно з угодою, Генріх V одружився з донькою французького короля Карла VI та після його смерті ставав королем Франції. Дофін Карл, син Карла VI, був позбавлений прав на французький трон.
Однак опір французів не вдавалося здолати, і надії, пов'язані з перемогами під Краваном, Вернейлем і Азенкуром, не виправдовувалися. На захоплених територіях англійська влада була нестійкою, неспокійно було і в самому Парижі, що незабаром довела викрита в місті змова на підтримку короля Карла. Були введені нові податки (на продажі, на вогнище, дорожній), збільшився податок на алкоголь. Незважаючи на всі заходи, що вживалися англійською адміністрацією, не вдавалося припинити грабежі і розбої найманців і дезертирів. У зв'язку з цим невдоволення населення земель, зайнятих англійцями, тільки збільшилося. На початку 1428 року в Англії стало посилюватися невдоволення, спричинене тривалою війною, яка спровокувала дорожнечу і зростання податків. Чашу терпіння англійців переповнила поразка під Монтаржі 1427 року. Для якнайшвидшого закінчення війни видавалось необхідним захопити басейн Луари, ключем до якого було місто Орлеан. Англійський парламент погодився з цим і на початку 1428 року затвердив нові податки, однак наполіг, щоб замість графа Воріка, який зазнав поразки під Монтаржі, командування взяв молодий, але вже відомий своїми перемогами у Франції Томас Солсбері.
Орлеан був останнім оплотом французького короля Карла в Північній Франції, контрольованій англійцями та їхніми союзниками бургундцями. Місто, розташоване на важливій водній артерії країни, річці Луарі, було останньою перешкодою на шляху англійців до повного підкорення земель Північної Франції і просування в центр французьких територій, оскільки від Орлеану відкривався прямий шлях до Буржа — столиці Карла VII. Далі на південь у французів уже не було сильних фортець, і в разі перемоги англійців під Орлеаном у підпорядкуванні короля Карла залишалася б єдина провінція — Дофіне. У цих умовах становище Карла стало б безнадійним.
Герцоги Орлеанські, які очолювали французький аристократичний дім Арманьяків, відмовлялися визнавати мирний договір 1420 року та вважали законним королем Франції дофіна Карла VII. Це додатково лютило англійців, роблячи облогу запеклішою.

### Орлеан у Столітній війні

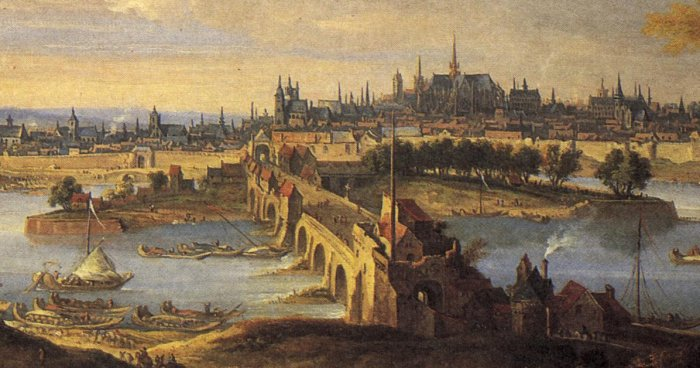
Мартен де Батай. Деталь картини «Краєвид міста з боку фортечного мосту», 1690. На передньому плані видно зруйновані вежі Турелі.

Місто Орлеан розташоване за 130 км на південний захід від Парижа. Заснований на місці кельтського поселення Ценабум (або Генабум) Орлеан був споконвічною частиною королівського домену, а пізніше став столицею герцогства Орлеане, яке Філіп VI передав своєму синові Філіпу в апанаж (1345 року). Після смерті останнього (1375 року) місто знову стало частиною королівського домену (до 1392 року), після чого знову було відділене як апанаж братові короля Карла VI Людовику, який після цього став титулуватися герцогом Орлеанським.
Втім жителі міста виступили проти цього і зуміли наполягти на тому, щоб місту була дана хартія вільностей, згідно з якою його жителям дозволялося обирати для вирішення внутрішньоміських справ 20 повірених.
Однак дипломатичний брат короля зумів схилити містян на свій бік, запросивши їхніх представників на хрестини свого новонародженого сина 1393 року. Задоволені подібною увагою представники місцевої знаті прийняли запрошення, захопивши з собою, як повідомляють документи того часу, «кількох гусей, а також спаржу, пов'язану в пучки», після чого Орлеан остаточно визнав над собою владу нового сюзерена. Після загибелі Людовика 23 листопада 1407 року місто перейшло до його сина Карла, який потрапив в англійський полон після битви під Азенкуром.
У період Столітньої війни тривожний час для міста настав 1357 року, коли після програної королем Іоанном Добрим битви при Пуатьє навколо міста стали з'являтися роз'їзди англійської кінноти. Керував військовими діями в цій частині Франції англійський воєначальник Роберт Ноулз. 1359 року Орлеан опинився в облозі армії Чорного Принца. Застати гарнізон зненацька англійцям не вдалося: готуючись до оборони, французи встигли зруйнувати передмістя, знищивши серед іншого церкви Сен-Еверт, Сен-Еньян і Сен-П'єр-Енсантеле. Пустельна зона, що оточила міські мури, позбавила англійців можливості розташуватися тут для облоги. Військо Едуарда III пройшло повз місто, і його було врятовано.
Надалі спробам англійців захопити місто довгий час успішно протидіяв герцог Орлеанський, який завдяки властивій йому спритності та дипломатичності зумів навіть у полоні завести багато впливових знайомств. У разі потреби використовувався також підкуп: орлеанці постійно постачали своєму сюзерену гроші, і ці гроші йшли на «подарунки» англійським вельможам з єдиною метою — схилити їх до дотримання одного з законів лицарства, за яким не можна було нападати на землі, що залишилися без сюзерена. Відомо, що навіть в останній момент перед початком облоги Карл зумів зустрітися з графом Солсбері і взяти з нього обіцянку не нападати на місто, запропонувавши за невтручання величезну на той час суму — 6 тис. золотих екю. Проте обіцянка була незабаром порушена.

### Система оборонних споруд
Від 1380 року, після наступу герцога Букінгемського, почалася активна підготовка міста до майбутньої облоги. Рахункові книги Орлеану за цей період свідчать про витрати на зміцнення міських стін, веж, частоколів і дамб, ремонт фортечного мосту, виготовлення пороху, закупівлю свинцю, стріл для арбалетів, установку гармат і бомбард, створення запасів харчів для гарнізону та жителів міста. Для зберігання стріл і пороху було виділене приміщення над залом повірених. На баштах йшла вартова служба, причому членів місцевого університету до участі в ній і сплати міських податків на оборону довелося примушувати спеціальним королівським указом.
Орлеан на початку XV століття був потужною фортецею, зведеною у вигляді неправильного чотирикутника за тією ж схемою, що й більшість фортець римського часу. Площа поселення становила, за різними підрахунками, від 25 до 37 га. Місто оточувала стіна завдовжки 2590 м, крізь яку до міста вело п'ять брам:
1. Бургундська брама, через яку йшла дорога на Жьєн.
2. Брама Парізі поруч з монастирською лікарнею (з цією брамою під час облоги буде пов'язана спроба зради). Під час облоги була закрита для вершників, єдиний прохід для піших ретельно охоронявся.
3. Брама Баньє вела на паризьку дорогу.
4. Брама Ренар (в «Щоденнику…» іменується «брамою Реньяра») — на дорозі в Блуа.
5. Брама Святої Катерини виводила на фортечний міст.

Усі брами були захищені рухомими ґратами.
Орлеанські стіни були увінчані 37 баштами, висота яких сягала 6—10 м, причому Нова Вежа, відокремлена від власне цитаделі додатковим ровом, здіймалася на 28 метрів. Схема орлеанських укріплень (нумерація з південного сходу на північний захід) виглядає таким чином:
| Фортифікаційні споруди Орлеану       | |       | |
| Схема фортифікаційних споруд Орлеану | |       | |
| Номер                                | Назва | Номер | Назва |
| 1                                    | Тур-Нев (Нова Вежа) (на розі між набережною і вулицею Тур-Нев. Основа вежі заходила в річку)                                                       | 2     | Вежа Авалон |
| 3                                    | Вежа Сен-Фло (на іншому боці вулиці Тур-Нев) | 4     | Вежі з обох сторін Бургундської брами (додаткові укріплення — підйомний міст і бульвар. Були розташовані на перехресті вулиць Бургундської, Тур-Нев і Бурдон-Блан) |
| 5                                    | Вежа Сен-Етьєн | 6     | Вежа мессіра Буда |
| 7                                    | Вежа Шан-Егрон | 8     | Єпископська або Сокольнича вежа (крайній північно-східний кут мурів, на перетині вулиць Єпископської і Бурдон-Блан)                                                |
| 9                                    | Вежа Єпископського-Суду | 10    | Вежа Церкви Сен-Круа |
| 11                                   | Вежа Сале (на протилежному боці Єпископської вулиці)                                                                                               | 12    | Дві вежі над брамою Парізі (із зовнішнього боку захищалися бульваром. Були розташовані на перехресті Єпископської вулиці і прилеглих до неї площ Сен-Круа і Етап)  |
| 13                                   | Вежа Жана Тібо | 14    | Вежа Але Сен-Месмена |
| 15                                   | Вежа Верже-Сен-Самсон | 16    | Вежа Сен-Самсон (на півночі на перехресті сучасних вулиць Жанни д'Арк і Ліцейської)                                                                                |
| 17                                   | Вежа Ом (на площі Мартруа) | 18    | Дві вежі над брамою Бані (північно-західний кут стіни. Додатково захищалися зовнішнім бульваром)                                                                   |
| 19                                   | Вежа Мішо Канто (ріг вулиць Карн, Аллебард і Греньє-а-Сель)                                                                                        | 20    | Дві вежі над брамою Ренар (додатково захищалися зовнішнім бульваром. Розташовувалися на вулиці Корсо)                                                              |
| 21                                   | Вежа Ешиффр-Сен-Поль (на Англійській вулиці) | 22    | Вежа Андре (на вулиці Рекувранс) |
| 23                                   | Вежа Барб-Фламбер (південно-західний кут стіни, основа вежі заходила у воду річки, була розташована на розі вулиці Рекувранс і набережної Сіп'єрр) | 24    | Вежа Нотр-Дам (вважають, що гармаш, вистріливши з неї, вбив головнокомандувача англійським військом — Томаса Солсбері)                                             |
| 25                                   | Водопійна вежа (виходила безпосередньо на берег Луари. Розташована на набережній Сіп'єрр)                                                          | 26    | Дві мостові вежі над брамою Св. Катерини (ріг набережної Шатле і вулиці Трактирної)                                                                                |
| 27                                   | Велика Вежа Шатле (на річці) | 28    | Вежа метра П'єра ле Ке (на річці) |
| 29                                   | Вежа Крош-Мефруа (на річці) | 30    | Потерна Шено (поруч з нею під час облоги була розташована міська артилерія)                                                                                        |
| 31                                   | Вежа Обер (біля набережної Шатле) | 32    | Квадратна або Зламана Вежа (насправді — восьмигранна. Біля набережної Шатле)                                                                                       |
| 33                                   | Вежа Таннер (біля набережної Шатле) |       | |

1401 року Карл VI наказав почати переобладнання веж і мурів міста з урахуванням майбутнього розташування на них артилерійських гармат, яке тривало аж до 1416 року. 1412 року всі брами були додатково оснащені рухомими сталевими ґратами, тоді ж були побудовані земляні бульвари з дерев'яною обшивкою заввишки близько 3,3 м. 1416 року були закуплені 18 бомбард (з них 6 — великокаліберних). 1419 року артилерія була розміщена на всіх основних вежах, на мості над брамою Парізі була встановлена баліста. Для додаткового захисту ополченців, які вартували на стінах, між зубцями було встановлено 130 дерев'яних щитів. За наказом Орлеанського бастарда на місцевому ливарному дворі були виготовлені три набатні дзвони, які під час облоги справно сповіщали містян про початок атак ворога.
Крім того, зовнішня оборонна лінія доповнювалася частоколом і земляним бруствером, а фортечні мури були оточені ровом.
Через Луару вів 400-метровий міст з 19-ма прольотами різної довжини, перший проліт можна було піднімати ланцюгами. П'ятий проліт спирався своєю підставою на здвоєний острівець, частина якого вище за течією Луари називалася островом Св. Антуана, а та, що розташовувалася нижче — Рибальським островом. На острові була влаштована бастіда, одна з башточок якої примикала майже впритул до каплиці на острові Св. Антуана, інша — до будівлі лепрозорію на Рибальському острові.
Між одинадцятим і дванадцятим прольотами розташовувався викуваний з бронзи хрест — Бель-Круа.
На вісімнадцятому прольоті моста була розміщена Турель (або, як вона частіше позначалося в хроніках того часу, «Турелі» або «Турнель») — фортеця, що складалася з двох великих веж — круглої і прямокутної, а також двох малих, з'єднаних між собою арочним склепінням, причому основа Турелі частково йшла у воду. З обох боків фортецю захищали бульвари — система зовнішніх фортів, яка мала перешкоджати розміщенню артилерії противника на відстані пострілу від міської цитаделі.
Дев'ятнадцятий (останній) проліт моста міг також підніматися за допомогою ланцюгів. Брама і барбакан, які вели на міст із зовнішньої його частини, носили ім'я Порторо.
Не вдовольняючись лише військовими приготуваннями, орлеанці 6 серпня та 6 жовтня 1428 року звернулись у молитвах до святих покровителів міста — Св. Еверта і Св. Еньяні. Також у ті дні орлеанці не раз проводили хресну ходу навколо міських стін..

### Тактика оборони
Щоб позбавити англійців можливості розташуватися навколо міста й отримати матеріали для будівництва облогових машин та укріплень, містяни розорили передмістя, що справді виявилося корисним: «Щоденник Орлеанської облоги» зафіксував, що холодною зимою 1428—1429 років англійські солдати змушені були пустити на дрова жердини з виноградників, добуті в сусідніх селах.
Тактика оборони полягала в тому, щоб постійно турбувати супротивника обстрілом із міських стін — той самий «Щоденник…» розповідає про це досить докладно. Зокрема, серед гармашів відзначився «метр Жан зі своєю кулевриною», який влучним вогнем не раз вносив сум'яття в лави супротивника й зумів обвалити на голови англійцям частину покрівлі та стіни турельської фортеці.
Для стрільби з міських стін Орлеан мав у своєму розпорядженні як «старі машини», що працювали за допомогою м'язової сили, так і нову для того часу артилерію. Із нотаток у хроніках того часу відомо, що в місті було щонайменше три куйяри (точна кількість їх залишається невідомою). Один стояв на башті Ешіффр-Сен-Поль, інший — на одній з веж біля брами Реньяра, і, нарешті, третій — на вежі Шатле. Куйяри могли за годину кидати десять каменів вагою до 80 кг на відстань близько 180 м, причому для перезаряджання потрібно було 8 чоловік обслуги. Були, очевидно, й важчі та неповороткі требушети, які кидали за годину по одному каменю вагою в 140 кг на відстань 220 м. Для перезарядження такого требушета, за розрахунками Рено Бефейєта, потрібно було близько 60 осіб обслуги. Були в невеликій кількості й велетенські арбалети — різновид давньоримського «скорпіона».
Найбільшу потужність мала міська артилерія, причому під час усієї облоги поповнення артилерійського парку проводилося безупинно. Підраховано, що на початку облоги в місті було 75 гармат усіх калібрів, до кінця облоги їх кількість зросла до 105. Міська артилерія поділялася на великокаліберні бомбарди, дрібніші мортири, гармати (veuglaires) й ручні кулеврини.
Так, за наказом Орлеанського бастарда під час облоги місцевий церковний майстер Ноден Бушар виготовив велетенську бомбарду, прозвану «Довгою», з калібром 33 см, що метала 100-кілограмові кам'яні ядра на відстань близько 1400 м. Ще одну гігантську бомбарду «Пес» вагою 463 ліври (близько 230 кг) відлив майстер Жан Дуїзі. Біля потерни Шено були встановлені бомбарди «Пастушка», «Монтаржі» і «Жиффар», які постійно обстрілювали Турель. І, нарешті, бомбарда-велетень, що застосовувалась при взятті тієї ж Турелі, важила приблизно 1200 ліврів (бл. 600 кг): для її пересування була потрібна упряжка з 22 коней.
Мортири являли собою гармати середнього калібру, пристосовані для ведення навісного вогню. Легкі гармати мали калібр близько 20 см, встановлювалися на вежах і стріляли на відстань до 250 м. Була також щонайменше одна середня кулеврина, що била через міст по Турелі. І, нарешті, ручні кулеврини калібром до 2,5 см стріляли свинцевими кулями вагою близько 4 унцій (110 г) на відстань до 200 м.
Бомбарди групувалися переважно біля південної стіни і били через міст по Турелі і по англійських фортах, тоді як малі гармати пересувалися за допомогою кінних упряжок і застосовувалися під час вилазок.
На службі в гарнізоні Орлеану перебували 12 «головних канонірів», які одержували платню з міської скарбниці й керували численною обслугою з гармашів і стрільців нижчого рангу. Наприклад, прославлений кулевринер Жан де Монтклерк (або Жан Лотаринзький) командував загоном з 15 солдатів і 30 стрільців.
Для захисту від саперних робіт 21 лютого 1429 року в декількох місцях біля стін були вкопані в землю мідні тази, заповнені до країв водою. За коливанням рівня води можна було визначити, чи не веде противник підкоп, щоб закласти під стіну порохову міну. Однак перестороги виявилися марними, оскільки після перших підкопів при штурмі Турелі й навколишніх фортів англійці більше не поверталися до цієї тактики.
І, нарешті, навколо фортів і Турелі в достатку розсипався залізний «часник» — тригранні загострені шипи, які являли собою жорстоку, але вельми ефективну зброю проти кінноти ворога.
Постійні вилазки й сутички мали вимотати англійців і змусити їх до відступу. «Щоденник…» зберіг чимало подробиць про ці майже щоденні локальні сутички, аж до того, що одного разу як здобич наступаючим французам дісталися «дві срібні чаші, сукня, підбита хутром куниці, багато бойових сокир, гізарм, сагайдаків зі стрілами та інше військове спорядження». Іншим разом, зумівши захопити баржу, яка прямувала до англійських позицій, французи виявили на ній 9 бочок вина, свинячу тушу і дичину, причому і те, й інше було негайно спожито за призначенням.
За звичаями тих днів французи й англійці час від часу обмінювалися подарунками: так, у хроніках залишився запис про таріль, «повну фіг, винограду й фініків», відправлену Вільямом де ла Поль у місто, в обмін на яку Орлеанський бастард надіслав відріз чорного велюру.
Постійні сутички двічі переривалися лицарськими турнірами, за якими з однаковим інтересом спостерігали обидві сторони. У першому турнірі з двох боїв у першому здобув перемогу француз, інший же закінчився внічию (на третій англійці вже не наважились вийти зі своїх укріплень).
На різдвяні свята на прохання англійців військові дії було припинено, з фортеці вийшов оркестр, до якого приєдналися й англійські музиканти. Він грав весь день на втіху обох сторін.

### Постачання продовольства
Ще до початку облоги місто, як свідчать розрахункові книжки, закупило хліб і вино. Це при тому, що з початку й до кінця облоги Орлеан значною мірою залежав від постачання ззовні. «Щоденник…» багаторазово згадує про доставку рогатої худоби, «великих жирних свиней», «коней, навантажених соленою рибою», і т. д. через єдину залишену відкритою Бургундську браму. Попри всі зусилля англійцям не вдалося остаточно перервати зв'язок міста із зовнішнім світом, хоча частина обозів, які поставлялися купцями, була перехоплена й «відправлена в англійський табір».
Для містян звична торгівля продуктами не переривалася. Попри те, що хроніки того часу містять натяки на «нужду», що наставала між прибуттям обозів, загрози голоду Орлеан не відчував. «Щоденник паризького містяна» містить відомості, ніби «в Орлеані потреба була така, що якщо кому вдавалося знайти на обід хліб за три бланки, той вважав себе щасливчиком» — тобто ціна хліба збільшилася проти звичайної в 30 разів, втім, сучасні дослідники ставлять під сумнів достовірність цього документу.
Для солдатів найманих загонів, імовірно, практикувалася централізована роздача — принаймні, збереглися рахунки за 25 березня 1429 року, складені міським нотаріусом Жаном Ле Кайї; капітан отримував обумовлену кількість мір хліба й вина:
- Шотландцям названого міста: 3 1/2 бочки вина 3 1/2 мюідів пшениці, на 560 осіб.
- Монсеньйору де Гравіллю: 1 1/2 бочки вина і 1 1/2 мюіда пшениці, на 240 осіб.
- Мадру: 1 траверсен вина і 1/2 мюіда пшениці, на 160 осіб.
- Дені де Шаї: 1 1/2 бочки вина і 1 1/2 мюіда пшениці, на 180 осіб.
- Тібо де Терму: 1 траверсен вина і 5 мін пшениці, на 80 осіб.
- Монсеньйору де Гутрі: 1 траверсен вина і 8 мін пшениці, на 80 осіб.
- Монсеньйору де Коаразу: 1 траверсен вина і 5 мін пшениці, на 80 осіб.
- Мессіру Тиоду: 1 1/2 бочки вина і 1 1/2 мюіда пшениці, на 260 осіб.
- Мессіру Серне: 1 траверсен вина і 6 мін пшениці, на 240 осіб.
- Потону де Сентрайлю: 1 бочка вина і 10 мін пшениці, на 160 осіб.
- Солдатам Сен-Севера: 2 бочки вина і 2 мюіди пшениці, на 320 осіб.
- Монсеньйору де Віллару: 1 1/2 бочки вина і 1 1/2 мюіда пшениці, на 240 осіб.

Загалом близько 7020 літрів вина (приблизно 2,7 літра на людину) і близько 4450 кг пшениці (приблизно 1,71 кг на людину).

## Склад і чисельність військ

### Англійська армія

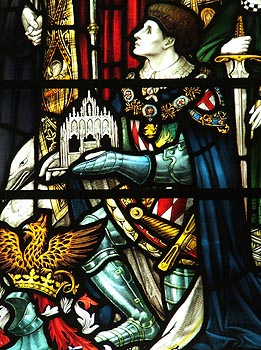
Томас Монтегю, 4-й граф Солсбері, головнокомандувач англійською армією на початку облоги. Зображення на вітражі, XV століття.

Англійські війська до початку облоги значною мірою складалися з французів та іноземних найманців, однак ядром війська як і раніше залишалися власне англійські частини. Вся армія була укомплектована повністю на добровольчій основі. На противагу французькій армії, в англійських військах вищий командний склад був представлений, головним чином, людьми незнатного походження. Тільки граф Солсбері і герцог Саффолк були вихідцями з вищих аристократичних кіл. Багато командирів середньої ланки були сквайрами або особами нижчого походження. Армія була укомплектована солдатами на ефективній, але дещо застарілій контрактній основі, згідно з якою командири при укладенні контракту отримували точні вказівки про чисельність і склад своїх загонів, розміри платні і терміни служби солдат. Англійська армія головним чином складалася з загонів стрільців і латників.
В англійській армії зросла (у порівнянні з минулими роками) кількість стрілецьких частин, укомплектованих, головними чином, лучниками і незначною кількістю арбалетників. Багаті лучники мали коней і пересувалися верхи, але завжди спішувалися для бою. Як і у французькій армії, елітою англійської були загони важкоозброєних вершників, які, однак, часто билися в пішому строю. Кількісне співвідношення лучників і латників визначалося в пропорції 3:1 на користь стрільців. Лицар традиційно отримував більшу платню, ніж латник менш шляхетного походження, хоча кількість лицарів у війську помітно скоротилася в порівнянні з минулими роками. Організаційно воїни перебували або в особистих свитах великих феодалів, або в складі військових кампаній під командуванням капітанів (воїни цих кампаній отримували регулярну плату за службу, у Франції термін такої служби зазвичай становив 6 місяців) або в гарнізонах міст. В особливо небезпечних ситуаціях оголошувався тимчасовий набір до війська солдат-ветеранів або проголошувався збір так званого ар'єрбана  — загального набору до війська, що існував ще з часів ранньосередньовічної Франції. У цьому війську великий відсоток становили нормандці й французи.
Відповідно до угоди, підписаної Солсбері 24 березня 1428 року у Вестмінстері, він мав набрати для свого власного загону 6 лицарів-баннеретів, 34 лицарів, 559 латників і 1800 лучників із правом заміни до 200 латників на лучників у співвідношенні 1 до 3 (три лучники за одного латника), за умови, що витрати скарбниці не будуть збільшуватися.
Насправді, як свідчать документи, що збереглися, йому вдалося набрати для свого загону 1 баннерета, 8 лицарів, 440 латників та 2250 лучників, загалом 2700 осіб (включно з ним самим).
Як випливає з листів короля, у червні до армії Солсбері приєдналися 400 пікінерів і 1200 лучників, половину з яких становили власне англійці, що отримували платню з грошей, асигнованих Нормандії в формі «допомоги» англійському королю, другу половину — нормандці, змушені підкоритися феодальному (звичаєвому) праву (т. з. chevauchée), яке зобов'язувало васала виставляти певну кількість озброєних людей для служби на обмежений термін. Капітанами в нормандських загонах були Гі ле Бутел, Амон Белькнап, Жан Бург, Жан Бартон, Тома Жиффар і Жан де Сен-Йон. У складі англійської частини цього загону був Томас Ремптон, який мав під своєю рукою 21 латника і 62 лучників. У лютому частина цього загону була відряджена до Корбей для супроводу регента (13 латників і 31 лучник), пізніше ця частина загону займалася доставкою продовольства і перебувала спочатку під командуванням Джона Форда, потім — Вільяма Ліка. Також у складі «нормандського» загону був Ланселот де Ліль, лицар, під чиїм керівництвом було 40 латників і 120 лучників. І, нарешті, до цього самого загону належали воїни Вільяма Гласдейла і Вільяма Молена, що під час облоги були в гарнізоні Турелі.
Річард Воллер, який прибув до Орлеану в листопаді, привів із собою 25 латників і 80 стрільців. І, нарешті, загони Фастольфа, Саффолка і Талбота налічували 400 латників, що власне і становило разом ядро англійської армії.
Роланд Стендіш, лицар, що приєднався до англійської армії в листопаді того ж року, як показує його особистий договір з англійською короною, привів із собою лицаря, 29 списоносців і 30 стрільців.
Англійці мали також сильну артилерію, що поступалася, щоправда, за чисельністю і розмірами гармат французькій. Хроніки того часу свідчать про точну стрільбу англійських гармашів, через що райони міста, безпосередньо прилеглі до стін, зазнали значних руйнувань, зокрема, спеціально згадують про величезну гармату, яку прозвали «Повітряний міст», що розташовувалася в Портеро «біля дамби Сен-Жан-ле-Блан і давильні, що в Фав'єрі і Портеріо» неподалік від Нової башти, яка могла стріляти кам'яними ядрами вагою близько 57 кг і завдавала особливих клопотів захисникам міста.
Командиром англійської артилерії був Джон Паркер де Честант, його заступником — Філібер де Молен (або де Мола), що мав під своїм керівництвом загін із 18 солдатів і 54 стрільців (як вважають, під цими назвами в документах того часу мається на увазі гарматна обслуга нижчих рангів).
Вільям Епплбі, есквайр, відповідав за постачання пороху й ядер, у його розпорядженні були солдати і 17 кінних стрільців.
Крім того, на армійському утриманні перебували 10 саперів і 70-80 майстрів, як то: теслярів, мулярів, виробників луків і стріл, платня яких дорівнювала платні лучників. Як випливає з розписки, виданої англійським казначейством у січні 1430 року, керівництво загоном саперів належало Вільяму Гласдейлу («Гласідасу»), він же відповідав за несення вартової служби.
Крім того, у ролі військової прислуги при армії було близько 780 пажів і кілька герольдів.
Фахівці значно розходяться в оцінці чисельності армії Солсбері. Вона коливається від 2500-4000 воїнів загалом до 6 тис. власне англійців і 4 тис. союзників.
Воїни-латники були одягнені в повний обладунок. Під обладунками зазвичай носили кольчугу, під яку одягали акетон для пом'якшення ударів холодною зброєю. Голову латника захищав шолом-бацинет або капелліна. Руки й ноги воїна також були захищені металевими пластинами. У бою вершник-латник застосовував довгий дерев'яний спис, меч або іншу зброю.
Захисний обладунок воїна становили щільний порпуен, бацинет. Як особисту зброю застосовували гвізарми, бойові молоти та сокири. Стрільці надавали перевагу довгому луку з огляду на те, що за скорострільністю цей тип зброї набагато випереджав арбалет. Проте, арбалети також перебували на озброєнні англійських воїнів.

### Французька армія
Від часу поразки при Азенкурі французька армія перебувала в жалюгідному стані. Протягом облоги гостро стояло питання про виплату платні солдатам, яка часто замінювалася натуральною платнею. Внаслідок численних поразок і нещасть єдиними боєздатними підрозділами залишилися лише гарнізони великих міст, лояльних дому арманьяків, міські ополчення і загони іноземних найманців. У складі французьких військ билося багато найманців і іноземців, зокрема, ломбардських і шотландських воїнів.
Французький уряд на той час відмовився від контрактної системи комплектування війська, подібною до тієї, яка існувала в Англії. Замість цього основою армії були загони напівсамостійних командирів, які неохоче підкорялися наказам верховного командування. З часу поразки при Азенкурі відсоток людей благородного походження серед командирів вищої та середньої ланки значно зменшився.
Головним родом військ були загони важкоозброєних воїнів, здебільшого вершників. Особистою зброєю були, перш за все, гвізарми, про які постійно згадують тогочасні хроніки, а також мечі, бойові молоти та сокири. Для стрільби зі стін застосовували й пращі. Піхота складалася з простих ополченців та професійних (стрільців і арбалетників), причому арбалетам віддавалася явна перевага: збереглися рахунки на 700 стріл для луків проти 8755 стріл для арбалетів з «пергаментним оперенням».
Витрати стріл були величезними: так, 7 травня 1429 року Орлеанський бастард заплатив 500 турських ліврів за 14 000 стріл для арбалетів, «з наконечниками і оперенням». Містяни-ополченці були озброєні переважно древковою зброєю.
Плата найманцям становила 4 ліври на місяць для латника і 9 — для стрільця.

### Склад і чисельність гарнізону

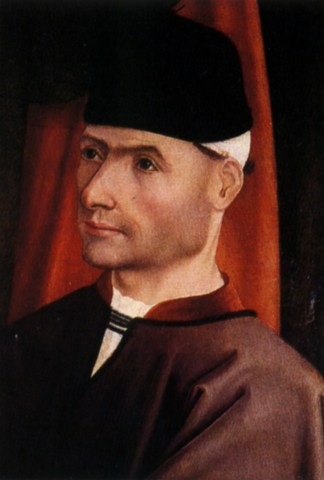
Жан де Дюнуа, Орлеанський бастард, голова міської оборони.

У середині літа 1428 король Карл VII призначив своїм намісником у всіх землях, підлеглих Карлу Орлеанському, Жана де Дюнуа — Орлеанського бастарда, який невідкладно взяв на себе керівництво подальшим зміцненням оборони й підготовкою міста до облоги.
Місто Орлеан у той час дуже ревно ставилося до одного зі своїх привілеїв — звільнення від солдатського постою, але, коли неминучість облоги стала зрозумілою, міська влада вирішила найняти на власні кошти додаткові загони найманців, готових захищати справу французького короля.
Герольдів розіслали в різних напрямках. На заклик орлеанців відгукнулися Аршамбо де Вільяр, капітан міста Монтаржі, що зарекомендував себе 1427 року як умілий і діяльний керівник; Гійом де Шомон, сеньйор де Вітрі; босець П'єр де ла Шапель; беарнець Гійом-Арно де Коараз, арагонський лицар дон Матіас, Жан Потон де Сентрайль — чиї загони склали ядро міського гарнізону. У їхні обов'язки входило постійно турбувати англійців вилазками, тоді як на міське ополчення покладалися завдання щодо захисту, вартової служби, а також ремонту зруйнованих ділянок стін і будівель. Крім того, під керівництвом Рауля де Гокура, що виконував роль міського капітана і бальї, перебувало близько 5 тис. осіб (тобто близько чверті всіх жителів міста), що складали місцеве ополчення.
Крім того, на допомогу Орлеану вислали свої загони сусідні міста: Блуа, Шатоден, Тур, Анжер, Монтаржі, Бурж, В'єрзон, Мулен, Ла-Рошель, Монпельє й Альбі. Чисельність цих загонів точно невідома, але, за сучасними оцінками, вона становила близько 3000 осіб — добре навчених, організованих і дисциплінованих — разом з ними загальна чисельність найманців доходила до 5500 осіб.
Ополчення формувалося за територіальною ознакою: місто ділилося на 8 кварталів, на чолі кожного з них стояв «квартальний староста», який безпосередньо підпорядковувався міському капітану. Старости мали під своїм керівництвом по десять «десятників» (dizaniers), ті ж безпосередньо командували «старостами вулиць» (chefs de rues). В обов'язки останніх входило за звуком набату збирати зобов'язаних до військової служби містян, які їм безпосередньо підпорядковувались. Як правило, це були ремісники або торговці.
На стінах ополченці розподілялися між шістьма «начальниками варти», за числом секторів, на які ділилася оборона. Постійно несли вартову службу на стінах 1200 осіб (по 200 на кожного «начальника варти»), причому шосту частину з них слід було змінювати щодня.
Орлеанскі жінки й підлітки, які не брали участі у військових діях (за рідкісними винятками), мали забезпечувати захисників фортеці їжею, підносити їм стріли, каміння і «все необхідне для оборони».
Склад гарнізону постійно змінювався — через єдині відкриті Бургундські ворота загони найманців регулярно виїжджали для того, щоб атакувати противника або брати участь у військових діях в інших районах, і поверталися до міста. Численні свідчення про подібні пересування зберіг «Щоденник Орлеанської облоги».
Якщо на початку облоги, за підрахунками Р. Перну і М.-В. Клена, власне гарнізон складався з 200 осіб, то для подальшого часу існують досить скрупульозні викладки королівського скарбника Емона Раг'є:
НА КІНЕЦЬ БЕРЕЗНЯ 1429 Р.
| Ім'я капітана                                                               | Кількість латників | Кількість стрільців |
| --------------------------------------------------------------------------- | ------------------ | ------------------- |
| Орлеанський бастард                                                         | 49                 | 26                  |
| Жан де Бланшфор (заступник маршала Франції)                                 | 62                 | 42                  |
| Месір де Гравіль (верховний начальник над арбалетниками французьких військ) | 61                 | 34                  |
| Дені де Шаї                                                                 | 61                 | 34                  |
| Моріс де Мо                                                                 | 27                 | 69                  |
| Гійом де Сарне                                                              | 11                 | 9                   |
| Гійом Мадр                                                                  | 22                 | 8                   |
| Сір де Коарраз                                                              | 17                 | 22                  |
| Бернар де Комменж                                                           | 24                 | 7                   |
| Теольд де Вальперг                                                          | 30                 | 39                  |
| Луї де Вокур                                                                | 5                  | 12                  |
| Потон де Сен-Трай                                                           | 30                 | 28                  |
| Жіро де ла Паєр                                                             | 24                 | 8                   |
| Раймон, сеньйор де Війар                                                    | 52                 | 29                  |
| Гійом де Шомон                                                              | 17                 | 12                  |
| Тібо де Терм                                                                | 9                  | 6                   |
| Жак де Блуа                                                                 | 14                 | 7                   |
| Нікола де Жірезм                                                            | 16                 | 7                   |

Загалом на кінець березня 1429 року — 508 латників і 395 стрільців
НА 27 КВІТНЯ 1429 Р.
| Ім'я капітана                 | Кількість латників | Кількість стрільців |
| ----------------------------- | ------------------ | ------------------- |
| Жіль де Лаваль, сеньйор де Ре | 25                 | 11                  |
| Готьє де Брюзак               | 70                 | 70                  |
| Аршад де ла Тур               | 26                 | 26                  |
| Жан Фуко                      | 22                 | 20                  |
| Амбруаз де Лоре               | 32                 | 33                  |
| Тюдуаль ле Буржуа             | 15                 | 11                  |
| Гастон де Лего                | 15                 | 15                  |
| Арно Жійо де Бурго            | 20                 | 20                  |
| Галарон де Голар              | 20                 | 20                  |
| Ріго де Фонтен                | 15                 | 15                  |
| Ален Жірон                    | 30                 | 30                  |
| Луї де Вокур                  | 10                 | 10                  |
| Бертран де Тужуз              | 20                 | 20                  |
| Жан Жірар                     | 20                 | 2                   |

Загалом на 27 квітня 1429 року — 340 латників і 303 стрільці.
КВІТЕНЬ-ТРАВЕНЬ 1429 Р.
| Ім'я капітана              | Кількість латників | Кількість стрільців |
| -------------------------- | ------------------ | ------------------- |
| Віконт д'Ангюс, шотландець | 60                 | 300                 |
| Флоранс д'Ільє             | 80                 | 50                  |
| Етьєн де Віньоль           | 80                 | 60                  |
| Бастард де ла Марш         | 30                 | 30                  |
| Мішель Норвіль, шотландець | 20                 | 25                  |
| Жан Крістон                | 8                  | 16                  |
| Шарло де ла П'єр           | 19                 | 10                  |
| Жан, сеньйор де Бей        | 30                 | 40                  |
| Нікола де Жірезм           | 12                 | 12                  |

Загалом на квітень-травень 1429 року — 339 латників і 543 стрільці.
Загалом за весну 1429 року — 1187 латників і 1241 стрілець.
Тобто загалом, за підрахунками сучасних фахівців, у фортеці було в середньому від 8,5 до 10 тис. осіб, здатних тримати зброю.

## Облога

### Прибуття англійської армії
1 липня 1428 року англійська армія графа Солсбері висадилася в Кале. На військовій раді в Парижі англійські командири планували остаточне завоювання графств Мен і Анжу, зокрема, планувалася облога і захоплення фортеці Анже (як то випливає з кількох збережених контрактів англійських капітанів), але з огляду на важку хворобу французького короля, англійці прийняли сміливе рішення розвивати наступ в долині річки Луари, яку контролювало місто Орлеан. Крім того, захисники Орлеану зберігали вірність французькому королю, що не могло не дратувати англійців.
Проблема полягала в тому, що Орлеан належав до володінь герцога Карла Орлеанського, який перебував в англійському полоні, а захоплення володінь бранця вважалося негідною для лицаря справою. Регент Франції герцог Бедфорд був проти нападу на Орлеан, проте змушений був поступитися іншим командирам, вже після поразки не без гіркоти помітивши, що рішення про наступ було прийняте «невідомо чиєю порадою». Також справа ускладнювалася тим, що 17 липня 1427 року Орлеанський бастард і представник англійського регента граф Саффолк підписали в Блуа договір, яким гарантувалася недоторканість герцогства. Однак Солсбері не бентежили подібні міркування, і в підсумку його думка стала вирішальною — Орлеан як ключ до володінь «Буржського князька» (саме так презирливо в англійських документах називали Карла VII) потрібно було взяти, тим більше що герцог Орлеанський, вважаючи, що падіння міста неминуче, не вжив зусиль для його порятунку, наказавши лише перевезти свою багату бібліотеку в Ла-Рошель.
Як підготовка до кампанії 1428 року було взято примусову фінансову «допомогу» з підлеглої англійцям Нормандії — так, за згодою місцевих Генеральних Штатів, англійському королю було асигновано спочатку 60 тис. ліврів, потім ще 180 тис. Додаткова данина була накладена також на міста Осер, Санс, Труа, Мелен, причому одним зі збирачів був єпископ Бовеський П'єр Кошон. До цих коштів (вочевидь недостатніх для ведення війни) було додано військову десятину, що стягувалася з духовенства, частина податкового збору в самій Англії і доходи з королівських володінь. Щоб завдати рішучого удару, англійцям треба було напружити всі сили, про що свідчить той факт, що сам регент Франції Бедфорд змушений був закласти лихварям частину свого золотого і срібного посуду.
У серпні 1428 року англійське військо графа Солсбері виступило з Парижа й рушило до міста. По дорозі до власне англійських загонів приєднувалися бургундці і пікардійці — всі ті, кого хроніки того часу презирливо називають «зрадниками з французів». Загальна чисельність війська, що прямувала до Орлеану, зросла, таким чином, до 10 тис. осіб.
Солсбері рухався не поспішаючи, захоплюючи одну за одною фортеці в долині Луари, тож Орлеан потрапляв у кільце, яке поступово стискалося. Захоплені були Ножан-ле-Руа, Рамбуйє, Бетанкур, Рошфор, Ле-Пюїзе, Жанвіль, Жаржо, Шатонеф, Ла Ферте-Юбер. Вирішили здатися на милість англійцям Турі і Мен.

### Початок облоги

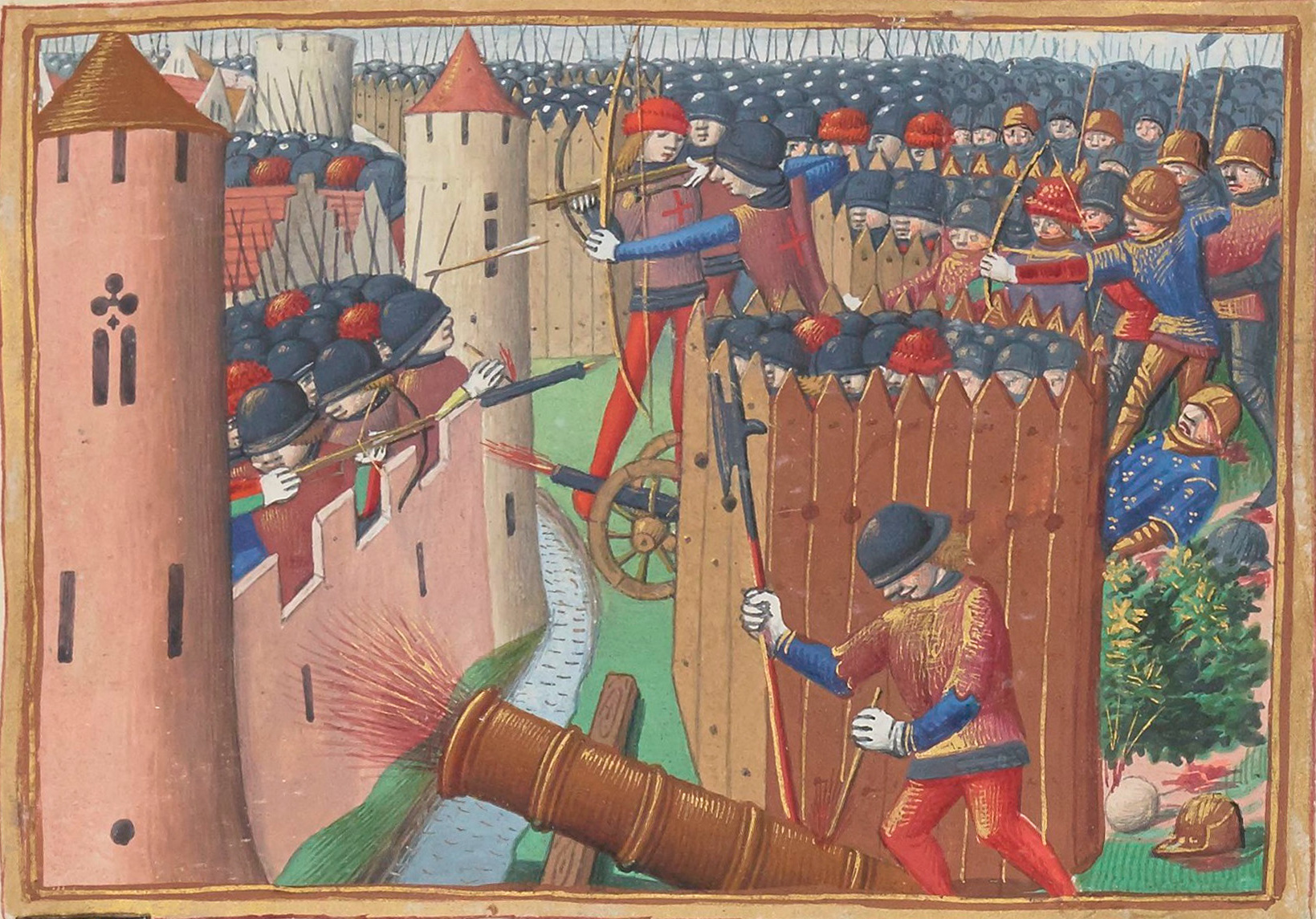
Облога Орлеану. Мініатюра з «Вігілії на смерть короля Карла VII», кінець XV століття.

Облога Орлеану англійськими військами графа Томаса Солсбері почалася 12 жовтня 1428 року. Англійський табір розташувався між селом Оліве і барбаканом Потроро, внаслідок першої перемоги відтіснивши французів з правого берега Луари. Весь час аж до кінця облоги англійський штаб і значна частина армії займали т.з. «Гору Сен-Лоран» — 1200-метровий гребінь, який панував над усім правим берегом і тому являв собою ідеальну оборонну позицію. Генеральний штаб англійської армії розташовувався в Мені. Містяни були готові до облоги і на час початку бойових дій запаслися достатньою кількістю провіанту. Незадовго до появи англійців, за рішенням міської магістратури, жителі Орлеану зробили вилазку з міста, зруйнувавши монастир і церкву августинського ордена, а також будинки в передмісті Портора, здатні служити англійцям укриттям.
Не раніше 17 жовтня почався артилерійський обстріл міста. Неподалік від Нової башти англійці встановили «величезну гармату, названу ними Повітряним Мостом, яка стріляла кам'яними ядрами вагою по 80 ліврів» (близько 57 кг). Збереглося ім'я першої жертви з боку захисників міста, «жінки на ім'я Белль, що жила поруч з потерною Шено». Крім того, внаслідок першого обстрілу були серйозно зруйновані і пошкоджені багато будівель.
21 жовтня англійці атакували вал Турелі. Перша атака після лютої сутички була відбита: нападники втратили 240 вояків, тоді як серед захисників загинуло 200 солдатів. Після цього англійці відмовилися від лобової атаки й вирішили замінувати французький вал, який прикривав Турель. Ця акція виявилася успіхом: захисники відступили до Турелі, проте лютий артилерійський вогонь робив оборону укріплення безглуздою. У ніч з 23 на 24 жовтня захисники залишили Турель і підірвали останній проліт мосту. Комендантом фортеці став Вільям Гласдейл (у французьких хроніках — «Гласідас»). Незабаром після взяття Турелі граф Солсбері був смертельно поранений в обличчя осколками артилерійського снаряда і через тиждень помер. «Щоденник Орлеанської облоги…» розповідає про цю подію наступним чином:
Тільки-но він опинився там і почав дивитися на місто з вікон Турнеллей, його поранило з гармати, яка стріляла, як вважають, з вежі Нотр-Дам, але звідки насправді прилетіло ядро, так і залишилося незрозумілим; тому відтоді [і донині] багато хто вірить, що це сталося промислом божим. Ядро зі згаданої гармати вдарило його в голову, так що йому розбило половину щоки і вирвало одне око: що було великим благом для королівства, бо він був полководцем над армією, а також з усіх англійців найбільш прославленим і таким, що наводив страх.
З погляду сучасників смерть Солсбері була належним покаранням за порушення законів війни — справді, зростаючий опір французів призвів до того, що їх противники стали все більше і більше відступати від військових звичаїв того часу. Зокрема, Томаса Солсбері звинувачували в порушенні клятви, яку він дав щодо Карла Орлеанського, і в розграбуванні церкви Нотр-Дам у Клері, що шокувало французів. Сучасні ж історики пояснюють цей блюзнірський (для того часу) факт відчайдушним браком коштів для ведення війни, тоді як церква Нотр-Дам (центр паломництва до місцевошанованих святинь) була вельми багата.
Пізніше історія загибелі Солсбері обросла додатковими легендарними нашаруваннями, так, наприклад, стверджували, що постріл був зроблений юним пажем, що підійшов до гармати за відсутності гармаша. Коли останній почув звук пострілу, він встиг помітити пажа, який рятувався втечею.
Смерть Солсбері спробували зберегти в таємниці, щоб не допустити відчаю в рядах англійців і підйому бойового духу орлеанців. Через місяць після початку облоги командування англійськими військами взяв на себе герцог Вільям де ла Поль. Ця посада він займав аж до відходу англійської армії.
24 жовтня англійці почали облогу, збудувавши бастіон на руїнах зруйнованого захисниками жіночого монастиря св. Августина. У цей час вирішено було відмовитися від плану лобової атаки, бо місто було сильно укріплене, і взяти його штурмом здавалося проблематичним. Натомість план англійського командування полягав у тому, щоб зломити завзятість гарнізону за допомогою постійних обстрілів і голоду.

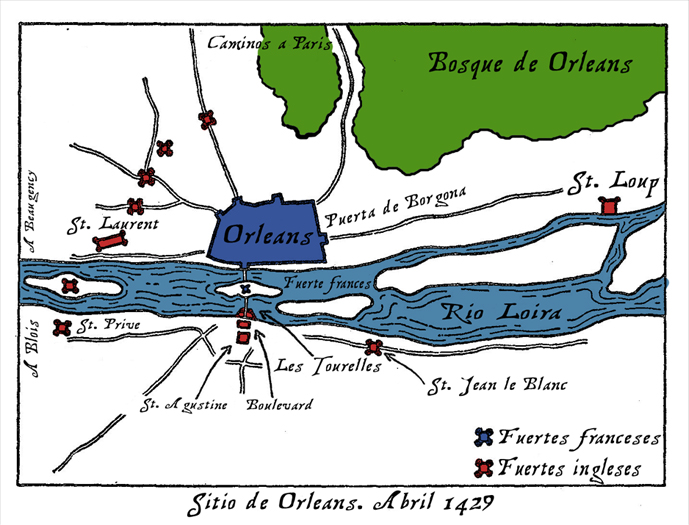
План облоги

Наступного дня до міста повернувся командувач обороною — Жан де Дюнуа, разом із ним прибули зі своїми загонами прославлені командири: Ла Гір, маршал Франції Сен-Север, ломбардець Теольд де Вальперг і сенешаль Бурбонне Жак де Шабан.
У перший місяць облоги англійці оточили місто численними дерев'яними укріпленнями. Однак недостатня чисельність англійців не дозволяла їм повністю блокувати місто, тому захисники мали сполучення із зовнішнім світом через Бургундські ворота, отримуючи ззовні припаси і поповнення.
Неефективна блокада тривала аж до середини листопада. Тим часом захисники міста почали систематичне руйнування всіх передмість, в тому числі і церков, щоб позбавити англійців можливості розташуватися там на зимові квартири. До 8 листопада було спалено 13 церков і багато інших приміських будівель. Ці акції продовжувалися до 29 грудня.
8 жовтня англійці послали будівельників на північний берег Луари для зведення облогових укріплень навколо обложеного Орлеану. Ці укріплення були невеликими фортами, які оборонялися нечисленними гарнізонами. Спроби французів перешкодити облоговим роботам виявилися безуспішними. 1 грудня на допомогу орлеанцям прибули війська під командуванням лорда Джона Талбота. 7 грудня орлеанці зробили чергову невдалу контратаку проти англійського укріплення Сен-Круа. 23 грудня французи вперше ввели в дію нещодавно відлиту потужну бомбарду, яка стріляла по Турелі кам'яними ядрами вагою 12 кілограмів. Жан Лотарінгець, гармаш, якого король Карл VII спеціально надіслав на допомогу орлеанцям, показав себе настільки майстерним у своїй справі, що ім'я його увійшло в аннали міста. У нагороду за службу рада повірених ухвалила нагородити його великою на ті часи сумою в 140 турських ліврів.
До 29 грудня гарнізон Орлеану знищив останні 6 церков в передмістях. У січні наступного року англійці зробили кілька спроб атакувати західні укріплення Орлеану. 2 січня в Орлеан надійшов великий обоз з харчами. Протягом облоги озброєні загони часто безперешкодно провозили в місто продовольство й озброєння, однак прості містяни не могли без ризику для життя виходити за фортечні стіни. З огляду на те, важливе значення грали городи і сади в межах міста, де вироблялась частина необхідного мінімуму продовольства для захисників Орлеану.
6 січня англійці звели «з фашин, піску і дерева» укріплення на острові Шарлемань і форт Сен-Приве на південному березі Луари, тим самим забезпечивши комунікації між фортами Турель і Сен-Лоран. Протягом перших тижнів січня англійці також звели укріплення на північ від міських стін. У місто прибували поповнення, зокрема, загони шотландських союзників, однак всі спроби протидії англійцям не мали успіху. З іншого боку, англійські атаки також були безрезультатними.

### Поява Жанни д'Арк

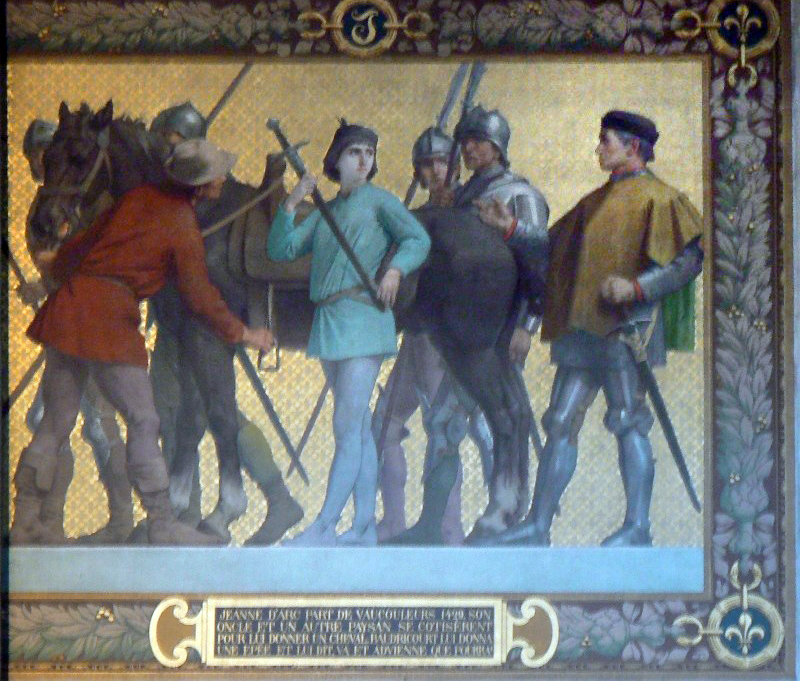
Ежен Ленепве. «Жанна д'Арк у Вокулері», 1874.

Перший запис про Жанну д'Арк з'являється в «Щоденнику Орлеанської облоги» 8 лютого. 17-річна селянська дівчина, що свято вірила в свою месіанську роль у справі звільнення Франції, з'явилася у Вокулері, вимагаючи від міського капітана, Робера де Бодрикура, доставити її до Буржа для перемовин з королем. Її успіхам чимало сприяли чутки, що Францію в критичний момент врятує дівчина родом з Лотарингії (там же, в селі Домремі, народилася і Жанна).
11 лютого французькі розвідники донесли в Орлеан про те, що до англійського табору прямує обоз, що везе бочки (англійці везли велику кількість риби для харчування армії в період посту). Проведена потім 12 лютого 1429 року атака біля містечка Рувре, де французи і їхні шотландські союзники зробили невдалий напад на обоз, увійшла в історію як битва оселедця. Мабуть причиною поразки стало зволікання з боку французів, що чекали підходу військ графа Клермонського, яке дозволило їхнім супротивникам вибудувати ваґенбурґ і приготуватися до оборони. Зіграла свою роль неузгодженість дій різних загонів, капітани яких не бажали підкорятися верховному командуванню. Поразка мала важкі наслідки для захисників міста: бойовий дух солдатів упав, і багато командирів зі своїми військами залишили місто. Невідомий автор «Хроніки Діви» записав легендарні відомості, ніби Жанна зуміла передбачити цю поразку, погрозивши Бодрикуру, що в майбутньому може стати «ще гірше», причому саме це було вирішальним аргументом, який зламав його опір. Так чи інакше, Бодрикур дав їй в супровід двох дворян, разом з якими Жанна вирушила до короля в Шинон.
17 лютого Жанні разом з супровідниками вдалося дістатися до королівської резиденції. Після довгих коливань і перепон дофін Карл зважився передати в її руки командування військами і призначив її головнокомандувачем. Провідні французькі воєначальники Етьєн де Віньоль на прізвисько Ла Гір, Потон де Сентрайль і граф Дюнуа, що з останніх сил відбивали англійські атаки в Орлеані, повинні були перейти під її командування. Начальником її штабу став принц Алансонський. Важливу роль в такому сміливому рішенні зіграв той факт, що Жанна ім'ям Бога підтвердила Карлу його законні він народження права на престол, в яких сумнівалися багато, включаючи самого Карла. Після призначення для Жанни виготовили «білий обладунок ціною в сто турських ліврів», стяг і корогву. Потім вона попрямувала в Блуа, призначений збірним пунктом для армії. Звістка про те, що армію очолила посланниця Бога, спричинило надзвичайний моральний підйом у війську. Начальники і солдати, що втратили надію, втомлені від нескінченних поразок, надихнулися і знову набули хоробрості. Тим часом становище Орлеану було важким, попри те, що англійці були нездатні повністю обложити місто, а їхні гармати не могли пробити товсті міські стіни.
В Орлеані в цей же час панував смуток. 18 лютого граф Клермонський разом з 2 тис. солдат залишив місто, пообіцявши незадоволеним його від'їздом мешканцям, що розпорядиться прислати до них пізніше підкріплення й харчі. Орлеанці, відчуваючи себе кинутими, тим більше що обіцяна королем допомога все не з'являлася, а обстріл міста ставав все запеклішим, несучи все нові жертви, постановили послати Потона де Сентрайля до герцога Бургундського, бажаючи здатися йому і змусити англійську армію відійти від міста.
Втім, незважаючи ні на що, битва за Орлеан тривала. 27 лютого повінь на річці поставила під загрозу систему облогових споруд. Щоб врятувати їх, англійцям довелося працювати весь день і всю ніч. Захисники міста тим часом продовжували обстріл Турелі, внаслідок якого впала одна зі стін.
9 березня в місті очевидно була розкрита спроба зради. «Щоденник…» розповідає про цю подію так:
На наступний день, в середу, кілька французів відкрили, що в Орлеанської Богадільні, що поруч з воротами Парізі, стіна була пробита майже наскрізь і влаштована діра, достатня, щоб пропустити збройного солдата. Але потім на місці цієї діри була влаштована нова стіна, в якій було зроблено дві бійниці.

З огляду на те, що не можна було зрозуміти, для чого це було зроблено: одні припускали в тому добрі наміри, інші ж - злі. Як би там не було насправді, управитель цієї богадільні утік, як тільки зрозумів, що задум було розкрито; бо йому загрожувала безпосередня небезпека від орлеанців, які вельми гнівалися і нарікали на цього управителя.

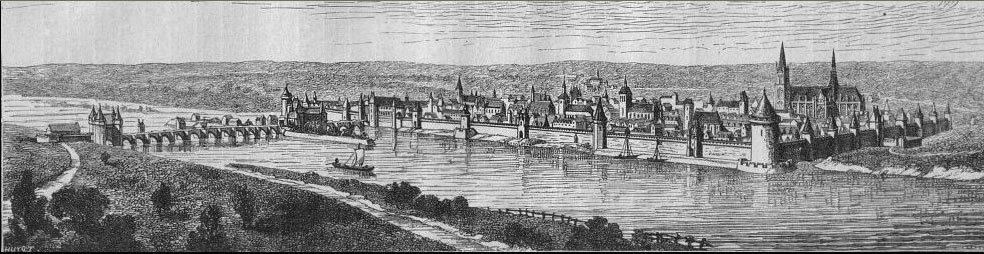
Орлеан в 1428—1429 роках. Вид з боку річки. Гравюра з книги А. Франса «Життя Жанни д'Арк», 1908.

У плани Жанни входило прибуття в місто на чолі 400—500 вояків у ролі супроводу чергового обозу з продовольством, що рухався до Орлеану. До цього часу бойовий дух французів завдяки появі Жанни знову був на висоті, і кілька командирів, що раніше відмовлялися вступати в ряди захисників міста, приєдналися до війська Жанни д'Арк. Поки в Блуа збиралися війська, в місто прибуло чергове підкріплення чисельністю 100 солдатів, проте це не могло докорінно змінити ситуацію: 10 березня англійці звели форт Сен-Лу на схід від міста, що блокував важливу дорогу на Орлеан, по якій в місто надходила значна частина підкріплень і припасів. Попри це, форт був збудований на значній відстані від міських стін, і його гарнізон міг лише побічно впливати на хід облоги. 20 березня англійці звели ще одне облогове укріплення. Активізація облогових робіт свідчила про те, що англійське командування було в курсі підготовки масштабного наступу для звільнення міста. 2 квітня розгорівся серйозний бій із застосуванням артилерії поблизу форту Сен-Лоран. Тим часом французи проводили роботи з ремонту зруйнованих укріплень.
22 березня загін Жанни досяг Блуа. Тут же вона написала лист, адресований герцогу Бедфорду — головнокомандувачу англійською армією у Франції. Це була остання спроба схилити його до миру і, таким чином, уникнути подальшого кровопролиття. Англійці, зі свого боку, підняли на сміх і сам лист, і його автора, затримавши герольда, який доставив листа; це знову ж таки докорінно суперечило прийнятим в ті часи звичаям ведення війни. 27 березня, на Великдень, між англійцями і французами було укладено перемир'я.
17 квітня в місто повернувся Потон де Сентрайль, посланий раніше до герцога Бургундського. Філіп Добрий охоче взявся клопотати про орлеанців перед своїм свояком, тим більше що незадовго до того Бедфорд одружився з його сестрою. Відповідь регента був недвозначною: «Я не для того ставлю пастки в кущах, щоб інші ловили в них птахів». Мабуть Бедфорд не довіряв лукавому герцогу Бургундському, оскільки, за іншими даними, додав до того загрозу «відправити його в Англію пити пиво». Філіп Добрий, дуже роздратований подібною категоричністю, наказав своїм людям залишити англійський табір. Разом з ними пішли й представники інших провінцій, що підпорядковувалися його владі — Пікардії й Шампані.
26 квітня Жанна д'Арк на чолі своїх військ виступила з міста Блуа. Маршрут її військ достеменно не відомий. 28 квітня 1429 року Жанна із загоном солдатів прибула до південних передмість Орлеану. Відомо, що Жанна вступила в місто з 200 воїнами близько 8 години вечора 29 квітня 1429 року в супроводі Дюнуа та інших відомих французьких командирів. Вечірню пору було обрано, щоб уникнути тисняви, проте ж ця обережність ні до чого не призвела. Невідомий автор «Щоденника…», що викладає події неупереджено й сухо, цього разу
відступив від свого звичаю, щоб майже поетичним стилем розповісти про це:
Після в'їзду в Орлеан сказаним чином, ліворуч від неї рухався Орлеанський бастард, у вельми багатому вбранні й озброєний. Позаду них їхали ще кілька шляхтичів і доблесних сеньйорів, зброєносців, капітанів і латників, не кажучи про солдатів з міського гарнізону і містян, які очолювали процесію.

Назустріч же їм вийшло багато латників, містян і містянок, несучи з собою факели й іншим чином виявляючи свою радість, немов би сам Господь зглянувся на них - і не без причини, бо їм довелося пережити раніше багато труднощів і турбот, і що набагато гірше — постійний страх бути покинутими напризволяще, позбутися життя і майна. Вони вже готові були повірити, що все залишилося позаду, і милістю Божою облогу вже знято, і милість ця, як їм здавалося, з'явилася в образі цієї простої дівчини, на яку всі без винятку чоловіки, жінки, діти дивилися з любов'ю і благоговінням. Вони ж юрмилися, щоб тільки торкнутися коня, на якому вона сиділа, і натовп напирав настільки сильно, що один з факелів виявився надто близько до її штандарту, і полум'я торкнулося полотна. Вона в цей же мить вдарила шпорами коня і розгорнула його до прапора, і зуміла загасити вогонь настільки впевнено, ніби війна вже багато років була їй не в новину; що латники, а слідом за ними і містяни вважали великим дивом.

### Спроба перемовин

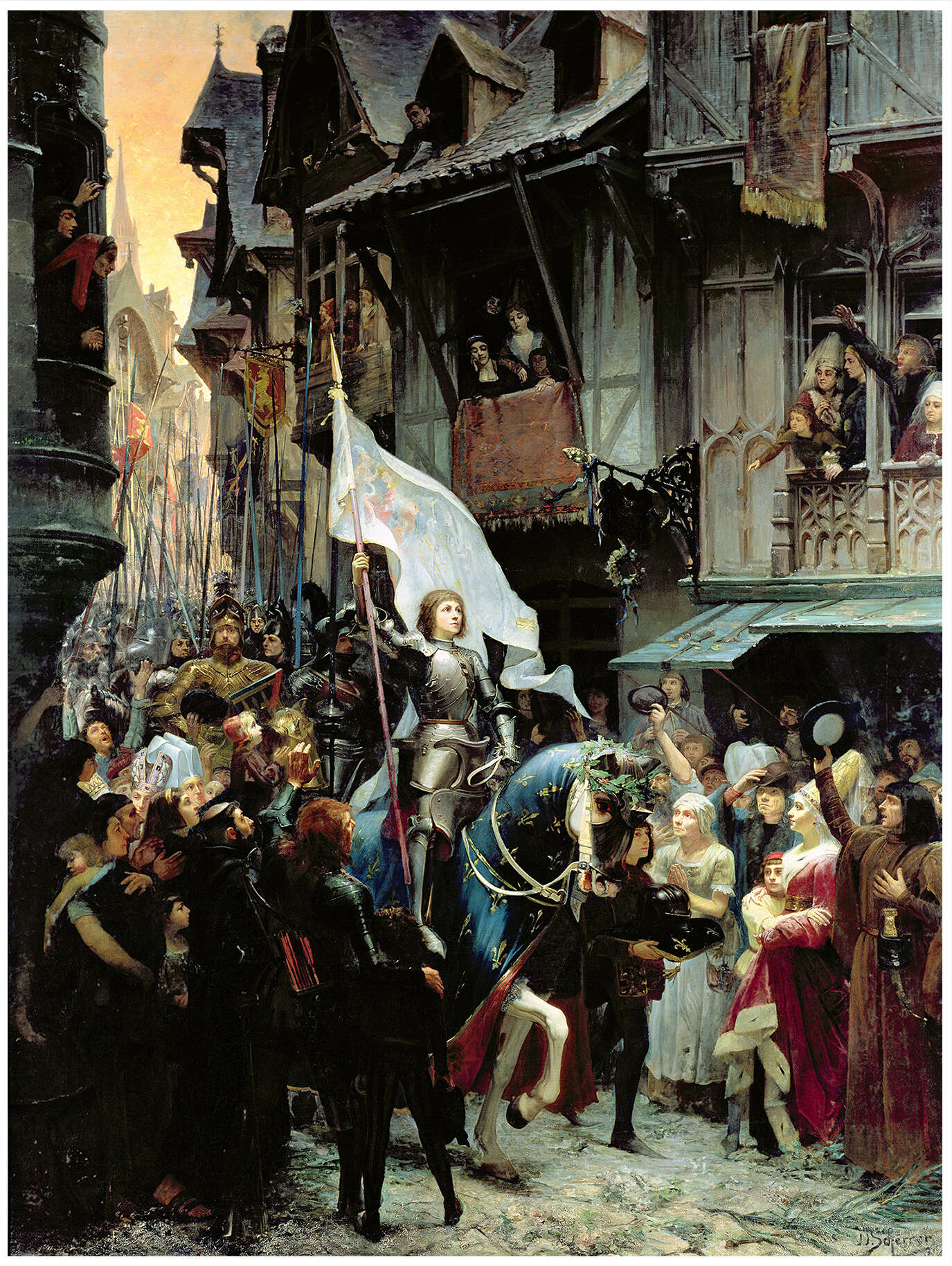
Jean-Jacques Scherrer. «В'їзд Жанни в Орлеан», 1887.

Захисники міста з великим натхненням і радістю зустріли прибулі війська. Вже наступного дня Ла Гір очолив чергову вилазку захисників. Тим часом Жанна, залишивши межі міста, попрямувала до зруйнованого мосту через Луару і стала переконувати командувача Туреллю сера Вільяма Гласдейла зняти облогу з міста. Як згадував її духівник Жан Паскерель на процесі реабілітації, «в англійському таборі піднявся крик: Прибула вістка від арманьякської шльондри!». Гласдейл обсипав її насмішками і лайками, тоді як вона не змогла втриматися від сліз, пам'ятаючи про те, скільки крові повинно буде пролитися внаслідок цього. «Вона сказала мені: бридкий хлопчисько, — згадував пізніше її зброєносець Жан д'Олон. — Чи не бажаєш ти сказати, що тепер повинна буде пролитися дорогоцінна французька кров?».
Жанна також послала до англійців герольдів з вимогою звільнення посланника, надісланого раніше в табір англійців. У разі відмови Жанна загрожувала вбити всіх англійських полонених в Орлеані, включаючи іменитих англійських лордів, за яких захисники могли отримати щедрий викуп. Англійці піддалися на погрози, і полоненого було звільнено. Втім, разом з ним було передано недвозначне попередження: «що спалять і засмажать її, називали її шльондрою і радили повернутися до своїх корів». Жанна, не втрачаючи самовладання, веліла їм передати: «нехай палять, якщо зможуть схопити».
Протягом наступного тижня між Жанною і Жаном де Дюнуа, Бастардом Орлеанським, який командував обороною міста, проходили запеклі суперечки щодо найкращої тактики для зняття облоги з міста. 1 травня Жанна доручила командирам виплатити солдатам платню, яка серед іншого прибула з обозом. У супроводі соратників Жанна роз'їжджала по вулицях міста, надихаючи і підбадьорюючи мешканців і захисників Орлеану. Граф Дюнуа резонно вважав, що для успішного зняття облоги з міста сил було мало, тому того самого дня виїхав у Блуа, залишивши комендантом міста Ла Гіра. 2 травня жодних бойових дій не відбувалося, і Жанна роз'їжджала по околицях міста, оглядаючи облогові укріплення противника. Наступного дня в місті мали місце релігійні церемонії, крім того, в Орлеан прибули підкріплення. 4 травня граф Дюнуа на чолі армії повернувся назад в Орлеан.

### Перша атака. Взяття Сен-Лу

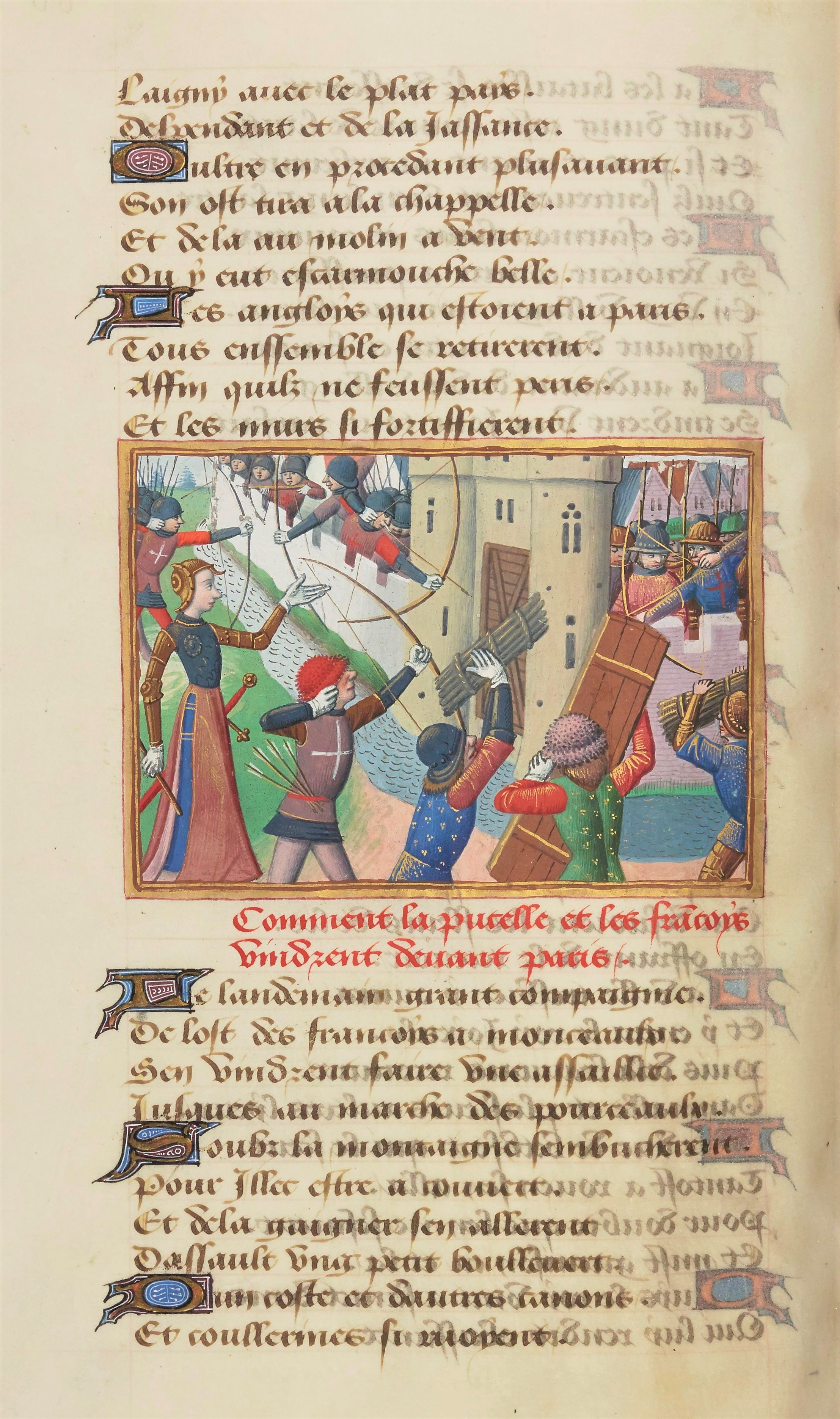
Французькі солдати під проводом Жанни д'Арк штурмують англійське укріплення. Мініатюра з «Вігілій на смерть короля Карла VII», кінець XV століття.

Того ж дня відбулося перше серйозне зіткнення між захисниками міста й англійцями. Вранці Жан де Дюнуа і Ла Гір очолили атаку на англійський бастіон Сен-Лу. Добре захищений форт обороняли 300—400 англійських воїнів. Жанна, яка дізналася про це трохи пізніше, приєдналася до нападників. З французького боку в бою взяли участь 1500 солдатів. Англійський командувач Джон Талбот був сповіщений про ситуацію, що склалася. Він спробував перешкодити французам і організувати диверсію на північній стороні з укріплення Париж, однак ця акція була вчасно зупинена відповідною вилазкою французів. Форт було захоплено, 140 англійців загинуло та 40 потрапило в полон. Дізнавшись про це, Талбот скасував атаку і наказав відступати.
Залишки гарнізону Сен-Лу зуміли сховатися в сусідній церкві. Воїни вже приготувалися перебити кліриків, що були там, щоб врятуватися, переодягнувшись у їхній одяг, коли всередину увірвалися французи і перешкодили цьому. За наказом Жанни, усім захопленим англійцям зберегли життя (з поваги до церкви) і як бранців переправили в Орлеан.
Перший успіх надихнув французьких воїнів. Дюнуа не схвалював планів генерального наступу безпосередньо після взяття Сен-Лу, бо найменша поразка могла, на його думку, зруйнувати все ще крихкий бойовий дух захисників. Взяття Сен-Лу створило умови для встановлення безперешкодних контактів між містом і французькими військами, які перебували на південь від Луари, котрі залишилися там після прибуття Жана де Дюнуа. Захоплений форт був зруйнований і спалений. Після цього Жанна 5 травня знову написала послання англійському командуванню з проханням зняти облогу з міста. Лист був прикріплений до стріли, випущеної стрільцем неподалік від зруйнованого мосту. У ньому вона обіцяла свободу захопленим в недавньому бою під Сен-Лу англійським полоненим в обмін на іншого її посланника, утримуваного в англійському полоні. У відповідь англійці обсипали її лайкою.
Протягом наступного дня Жанна гаряче переконувала досвідченіших і обережних командирів вдатися до нової рішучої атаки. В її плани входила організація атаки об'єднаними силами солдатів і містян на форт св. Августина. Того ж дня французькі війська виступили з міста й рушили у напрямку до невеликого англійського форту Сен-Жан-ле-Блан. Переправившись через річку, французи вступили на південний берег, проте англійці без опору залишили слабо захищений Сен-Жан-ле-Блан і відступили до форту св. Августина і Турелі.
Попри перші успіхи, французи все ще перебували в критичному положенні. До захисників Орлеану дійшли чутки, що сер Джон Фастольф на чолі великої армії виступив із Парижа на допомогу англійцям під Орлеаном (насправді Фастольф не міг виступити з Парижа раніше закінчення наступного місяця). Крім того, серед французького верховного командування не було одностайності: весь цей час відбувалися суперечки між рішучою Жанною д'Арк, яку підтримували солдати і простий люд, і більш обережним графом Дюнуа, якого підтримував губернатор Орлеану Рауль де Гокур.

### Взяття форту св. Августина
Вранці 6 травня містяни й солдати зібралися біля східних воріт, повні рішучості битися з англійцями. Рауль де Гокур, намагаючись припинити несанкціоновану вилазку, спробував перешкодити містянам, однак за наказом Жанни д'Арк змушений був пропустити орлеанців, яких сам же і повів в атаку. Дюнуа й інші вищі командири в надії відновити контроль над військами також приєдналися до атакуючих. Почався новий наступ. Переправившись через Луару, французи атакували англійський форт св. Августина навпроти Турелі. Бій йшов із ранку до вечора, але, врешті-решт, французи захопили укріплення і звільнили численних бранців. Захисники укріплення загинули, а форт було спалено, — як вважається, таким чином Жанна намагалася запобігти мародерству, що почалося. Тоді ж її поранило в ногу одним з розкиданих навколо форту залізних шипів, що служили для захисту від ворожої кінноти. Англійці бігли до валу, що прикривав Турель, причому нечисленний гарнізон форту Сен-Приве, перш ніж залишити його, підпалив дерев'яні укріплення й відступив у Бастід Сен-Лоран.
Тим же часом Дюнуа, атакувавши останню, не дозволив англійцям прийти на допомогу захисникам бастіону св. Августина. Англійський гарнізон в Турелі був ізольований.
Дюнуа хотів дати можливість людям відпочити, однак Жанна наполягала на продовженні атаки. Через свою впертість її виключили з військової ради, скликаної увечері, проте дівчина знову змогла перехопити ініціативу, надіславши свого духівника з наказом підняти солдатів рано вранці, щоб вони швидко приготувалися до атаки. Англійці не вжили ніяких дій щодо посилення свого гарнізону в Турелі.

### Штурм Турелі

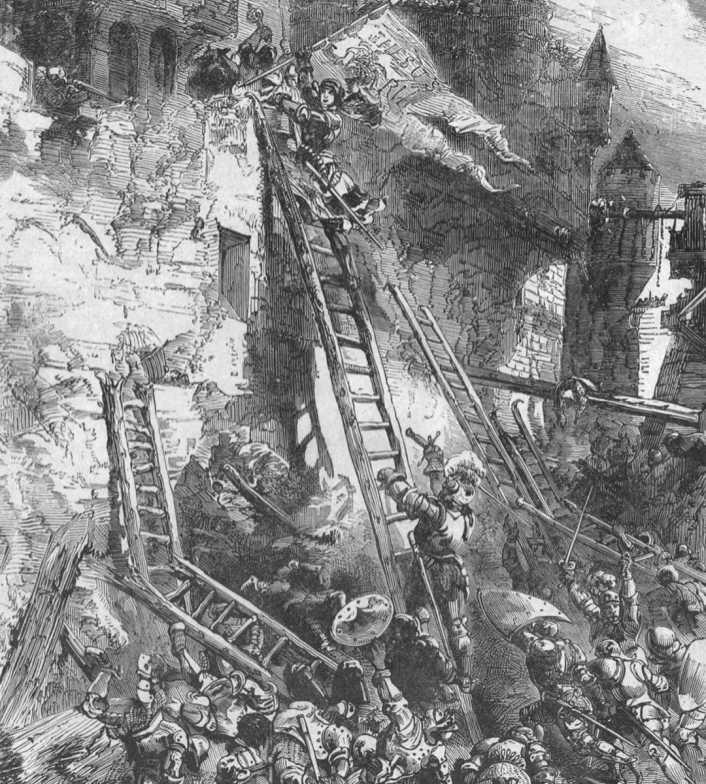
Поль Люгер. Гравюра «Взяття Турелі», XIX століття.

7 травня Жанна прокинулась рано вранці. Сповідалася і відстоявши ранкову месу, вона вийшла назустріч армії і розбудила солдатів. Містяни з ентузіазмом поставилися до майбутнього бою і надали велику допомогу військам. З іншого боку, її дії викликали невдоволення з боку французького командування. Вранці 7 травня Жанна почала атаку на укріплені ворота головного англійського укріплення — фортеці Турель. Укріплення Турелі обороняли 700—800 англійських воїнів, за повідомленням Монстреле, «квіт англійської шляхти». Турель мала потужну артилерією. Барбакан був обнесений стінами і оточений ровом. Французи послали палаючі баржі, щоб знищити міст, що зв'язував барбакан з Туреллю. Битва була неймовірно запеклою, англійці чинили опір відчайдушно, і з обох боків були великі втрати. В середині штурму Жанна була поранена в плече англійської стрілою. Англійці піднялися духом, тим більше що на той час французи все ще не домоглися жодних результатів, однак повторна поява Жанни д'Арк під своїм прапором на полі бою вселила відвагу у французьких воїнів, і незабаром англійці не витримали і втекли до Турелі. Тим часом французи пустили по річці палаючу баржу, що зруйнувала основи дерев'яного моста, по якому відходили англійці, убивши багато солдатів противника, що відступали. Серед них був і комендант Турелі Вільям Гласдейл («Гласідас»), який потонув у річці під вагою своїх обладунків. Захисники Турелі були в паніці.
Дюнуа, який сумнівався в успішному результаті штурму фортеці, хотів було відкласти атаку, проте Жанна переконала його продовжувати бій. Містяни полагодили міст, тим самим створивши можливість двосторонньої атаки. На штурм укріплень Турелі йшли 3 тис. чоловік, під час бою з англійського боку загинули близько тисячі (як з власне гарнізону, так і інших загонів, що спробували надати допомогу), в полон потрапили 600. Штурм увінчався успіхом, і ввечері Турель була взята. Всі її захисники загинули або потрапили в полон. Свободу отримали 200 французьких полонених, що були в фортеці.

### Завершення облоги

Хрест встановлений в Орлеані на місці, де розміщалася фортеця Турель

Наступного дня англійці під керівництвом герцога Саффолка і Джона Талбота, вийшовши з решти фортів, вишикувалися в бойовий порядок. Помітивши це, французи також вишикувалися для бою. Близько години війська простояли в бездіяльності. Попри надмірне завзяття деяких командирів, Жанна не дозволила атакувати ворога, оскільки, на її думку, неділя була невідповідним днем для битви. Англійці, так і не наважившись на атаку, залишили поле бою й відступили. Облогу було знято. Містяни й солдати бачили відступ ворога, розграбували і зруйнували дощенту спорожнілі англійські укріплення.. Тут же біля стін міста була відслужена меса подяки.
Зняття облоги Орлеану ознаменувалося ще одним курйозним епізодом, про який згадують хроніки того часу: бастард де Бар, якого англійці захопили в полон під час вилазки, закутий у ножні кайдани, утримувався в одній з бастід під опікою особистого духівника Джона Талбота. Після відходу англійської армії бастард де Бар був примушений рухатися слідом за англійцями. Однак, з огляду на те, що кайдани не давали йому йти, він разом зі своїм провідником відстав настільки, що втратив з поля зору ар'єргард, після чого, погрожуючи августинцю смертю, змусив взяти себе на спину і доставити в Орлеан.

## Наслідки
Перша серйозна перемога дуже надихнула французів, і їхня армія відразу ж поповнилася численними добровольцями. У короткий термін французи звільнили долину Луари, розгромивши англійські гарнізони в містечках Жаржо, Мен-сюр-Луар, Божансі. 18 червня французи захопили зненацька і розгромили авангард англійців, що йшов на допомогу своїм. Це призвело до поразки англійців в битві під Пате, де був полонений головнокомандувач англійськими військами Джон Талбот.
Французи очистили долину Луари від ворога, рушили до Реймса, щоб коронувати свого короля Карла VII, а потім — вже після загибелі Жанни, відбили утримуваний англійцями Париж. Таким чином, облога Орлеану стала переломним етапом у тривалій і кривавій війні, що мало не обернулася катастрофою для французів.
Що стосується англійської сторони, то поразка під Орлеаном позначилася в першу чергу на падінні духу звичайних солдатів, серед яких стали наполегливо поширюватися чутки про якесь пророцтво, що передбачало, ніби «дівиця» викине їх геть з країни.
Крім того, ця поразка для англійської сторони обернулася фінансовою катастрофою. Уже до березня 1429 року довга облога поглинула всі виділені на здійснення цієї мети кошти, і 3 березня королівська рада від імені малолітнього Генріха VI змушена була своєю владою запровадити нову надзвичайну «позику» з «людей будь-якого звання, що отримують свої доходи з французьких або нормандських земель». Їм належало для продовження облоги пожертвувати чвертю свого річного доходу. Із тих, хто ухилявся від сплати, пропонувалося стягувати суму в подвійному розмірі.
Якщо вірити підрахункам, виконаним Моландоном, облога до середини квітня коштувала англійцям 360 тис. турських ліврів, що цілком ймовірно, і зумовило відмову Бедфорда бургундському герцогу — витрачене слід відшкодувати хоча б частково. Витрати ж за весь час облоги, включаючи платню найманцям, плату капітанам загонів, купівлю зброї, спорядження, харчів, фуражу і т. д. обійшлися британській короні в астрономічну на ті часи суму 440 тис. турських ліврів. Її надзвичайну величину можна оцінити, знаючи, що за законами того часу, за полоненого ворожого короля або головнокомандувача армією належав викуп усього 10 тис. Таким чином англійська скарбниця опинилася на межі банкрутства.

## Пам'ять про облогу Орлеану

### Свято 8 травня

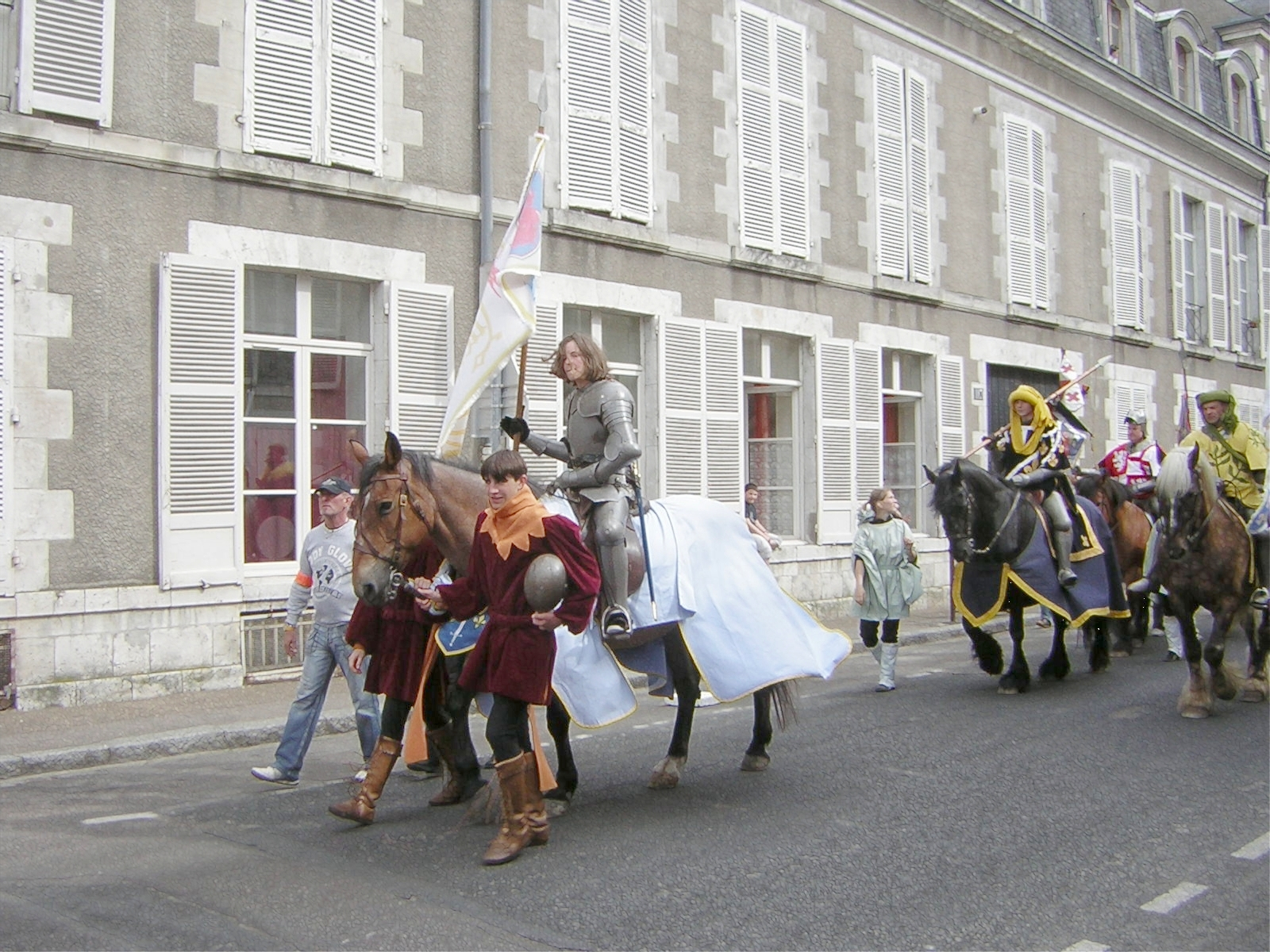
Дівчина, яка зображує Жанну на свято 8 травня, 2007 (?).

Якщо вірити «Хроніці заснування свята 8 травня», традиція ця виникла сама собою. Ініціатива належала єпископу міста, який в свою чергу діяв у згоді з Дюнуа і його радою. За наказом єпископа, був організований хресний хід «во славу Господа, а також Св. Еньяна і Еверта, покровителів міста», на чолі якого рухалася на своєму коні в повному озброєнні Жанна, а слідом за нею — духівництво, солдати і містяни зі свічками в руках. Наступного дня єпископ відслужив урочисту месу, навколо міста обнесли мощі св. Еньяна і св. Еверта, Жанна разом з солдатами армії короля прийняла причастя.
З цим першим святкуванням пов'язана легенда, ніби англійці, що ще не встигли відійти від міста, побачили біля його стін «двох чоловіків у вбранні священиків» — тобто обох святих покровителів, які не давали їм близько підійти до міських стін.
1430 року 8 травня стало офіційним святом міста і з невеликими перервами відзначалося протягом всіх наступних років донині. Саме на початку існування свята сформувався основний обряд, що залишився незмінним дотепер.
Всі витрати на проведення традиційної ходи брала на себе міська скарбниця — збереглися згадки про внески розміром «8 деньє паризького карбування», які містяни робили з цією метою.
У XV і XVI століттях ввечері 7 травня під дзвін герольди оголошували про початок святкування. По всьому місту, на перехрестях основних вулиць і в місцях боїв, споруджували дерев'яні підмостки.
1435 року під час святкування Дня Визволення Міста була вперше показана «Містерія Орлеанської облоги», що точно відтворювала події. У «Містерії…» брав участь один із соратників Жанни — Жиль де Ре, сеньйор де Лаваль, який оплатив її постановку з власної кишені.
У день 8 травня відбувалася урочиста процесія, в якій брали участь як міська влада, так і місцеве духівництво, що несли в руках трифутові свічки, прикрашені міським гербом. За ними йшли півчі з міських соборів, канонік і, хлопчики з хорів.
Під час виправдувального процесу Жанни кардинал д'Етутвіль дарував індульгенції на 100 днів усім, хто брали участь в урочистій ході. Міська рада за власні кошти найняла проповідника, дзвонарів, оплатила дари до меси і одягнула у все нове хлопчиків із церковних хорів, а також юнака-прапороносця, який мав нести спеціально виготовлену копію стяга Жанни. Свято завершилося грандіозним обідом, в якому брали участь міські ешевени і проповідник. Наприкінці XV століття до процесії також приєднався другий прапороносець.
Святкування переривалися на період релігійних воєн, однак же, поновилися негайно після їх закінчення в практично незмінному вигляді, лише святковий бенкет був скасований «через скрутні часи».
1725 року в процесії з'явився Юнак (Puceau — чоловічий рід від «Діва» — Pucelle — прізвиська, під яким Жанна увійшла в історію). Юнака, що мав зображати визволительку міста, вибирали мер і ешевен, йому належало нести стяг Жанни. Цей персонаж носив костюм доби Генріха III — червоно-золотого кольору (відповідно до геральдичних кольорів орлеанського прапора) і яскраво-червону шапочку з двома пір'їнами білого кольору.

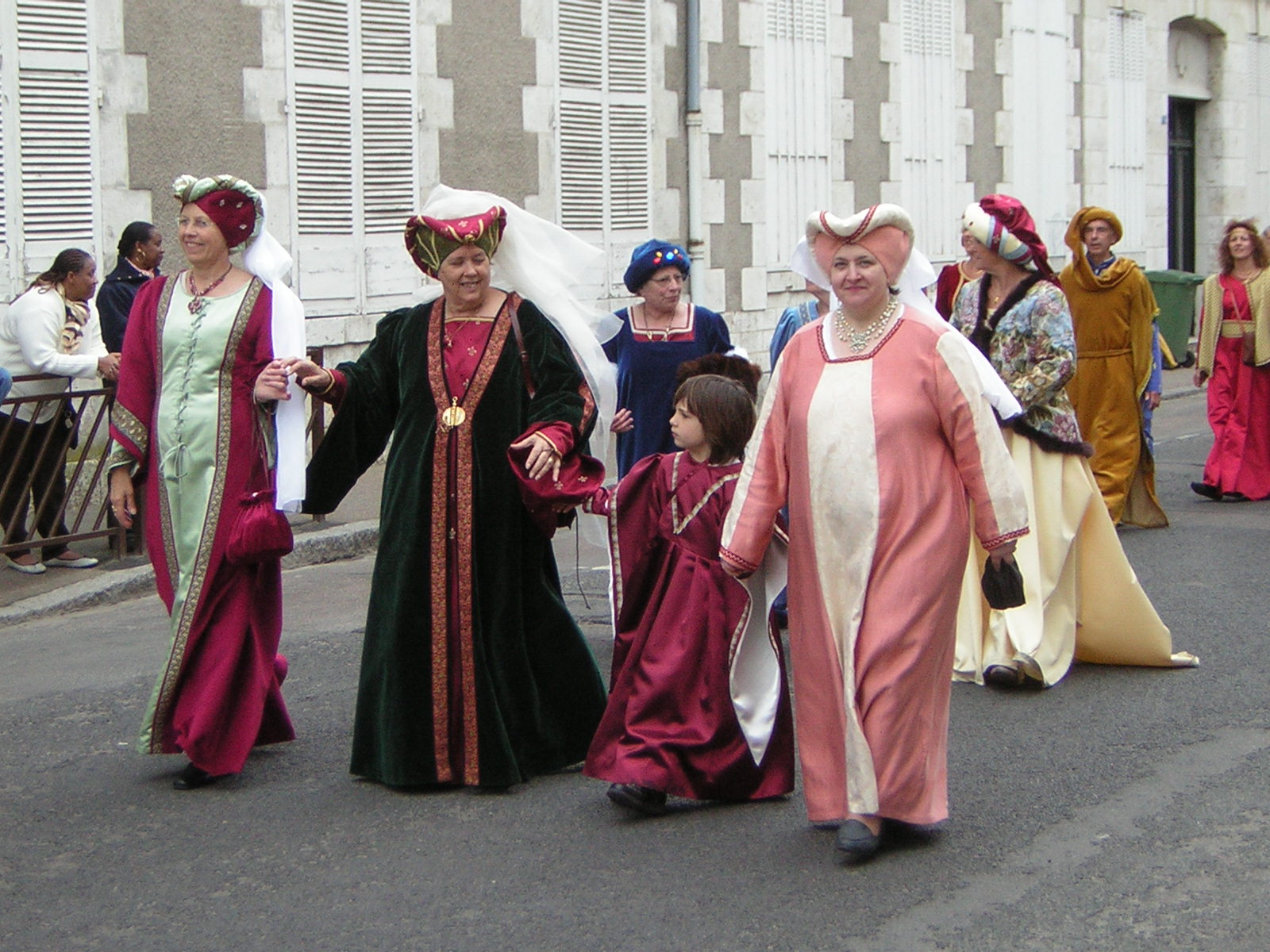
Традиційна хода в середньовічних костюмах під час святкування 8 травня, 2007 (?).

1786 року до Юнака приєдналася Скромниця (Rosière) — тобто юна дівчина, яка отримала нагороду за чесноту. За бажанням герцога і герцогині Орлеанських постановлено було відзначати цей день «весілля бідної доброчесної дівчини, що народилася всередині міських стін; вона отримувала в придане 1200 лівр, причому половину суми надавали їх високості».
Нова перерва в святкуванні 8 травня настала 1793 року — у період Французької революції. Урочистості відновилися в роки консульства, з ініціативи мера міста Гріньон-Дезормо, що 1802 року просив згоду Першого Консула Бонапарта на відновлення пам'ятника Жанні, і єпископа Орлеанського, який виступив із клопотанням про відновлення релігійних церемоній. Згоду було отримано, і 1803 року відновилися традиційні ходи.
1817 року новий мер міста граф де Рошплат постановив поновити свято згідно з ритуалом XVIII століття. Знову в процесії брав участь Юнак, а на місці зруйнованої Турелі було споруджено хрест.
Король Луї-Філіп постановив оголосити 8 травня національним святом, іншими словами, надати йому світську форму. За часів його правління традиційним стало проносити бюст Жанни місцями, де колись йшли бої, причому в процесії брали участь солдати національної гвардії, а також представники міської влади.
1848 року свято знову набуло традиційного виду. 1855 року з'явилася нова традиція — передачі прапора від мера єпископу міста. Вважається, що це пов'язано з початком руху за канонізацію Жанни.
1912 року в процесії вперше з'являється дівчина, що зображає Жанну, яка рухається на коні, одягнена в обладунки XV століття. Збереглося ім'я першої виконавиці ролі — нею була 17-річна Жанна Бюро.
1920 року релігійне й світське свята зливаються, у місті одночасно проходить і церковна хода, і театралізована вистава.

### Першоджерела
- Lettre de Jeanne d'Arc aux Anglais 22 mars 1429
- Lettre de Jeanne d'Arc aux Anglais 5 mai 1429
- Quitance de Guillaume Glasdal (в кн. Gilliot Christophe. Orléans 1429: Siège de jour le jour. — Orléans: Bayeux: Heimdal, 2008. — 80 p. — ISBN 978-2-84048-253-6)
- Chronique de la Pucelle // L'histoire complète de Jeanne d'Arc, t. III / J.-B.-J. Ayroles. — 1897. — P. 61—66.(фр.)
- Journal de Siège d`Orléans et du Voyage de Reims // La vraie Jeanne d'Arc - La libératrice, t.III / J.-B.-J. Ayroles. — 1896. — P. 110.(фр.)
- Enguerrand de Monstrelet. Chronique / translate Thomas Johnes. — W. Smith, 1840. — Vol. 1. — 640 p. (англ.)

### Дослідження
- Gilliot Christophe. Orléans 1429: Siège de jour le jour. — Orléans : Bayeux : Heimdal, 2008. — 80 p. — ISBN 978-2-8404-8253-6.
- David Nicolle, Graham Turner. Orleans 1429: France turns the tide. — Osprey Publishing, 2001. — 96 с. — ISBN 9781841762326.
- Paul K. Davis. Besieged: 100 Great Sieges from Jericho to Sarajevo. — Oxford : Oxford University Press, 2001.
- Kelly de Vries. Joan of Arc: a Military Leader. — Sutton Publishing, 1999.
- Régine Pernoud, Marie-Véronique Clin. Joan of Arc: Her Story. — New York : St. Martin’s Press, 1998.
- Régine Pernoud. La Libération d'Orléans. — Gallimard. — Paris, 2006. — 288 p. — ISBN 2-07-078184-4.